# Pazifikspiele 2015/Tennis
Bei den Pazifikspielen 2015 in Port Moresby wurden vom 6. bis 17. Juli 2015 sieben Wettbewerbe im Tennis ausgetragen.

## Herren

### Einzel
| Platz | Land          | Spieler            |
| ----- | ------------- | ------------------ |
| 1     | Neukaledonien | Nickolas N’Godrela |
| 2     | Neukaledonien | Julien Delaplane   |
| 3     | Vanuatu       | Cyril Jacobe       |

### Doppel
| Platz | Land          | Spieler                             |
| ----- | ------------- | ----------------------------------- |
| 1     | Neukaledonien | Julien Delaplane Nickolas N’Godrela |
| 2     | Vanuatu       | Cyril Jacobe Aymeric Mara           |
| 3     | Fidschi       | Daneric Hazelman William O’Connell  |

### Mannschaft
| Platz | Land          | Spieler                                                              |
| ----- | ------------- | -------------------------------------------------------------------- |
| 1     | Neukaledonien | Julien Delaplane Guillaume Monot Nicholas N’Godrela Joannick Pattoua |
| 2     | Vanuatu       | Cyril Jacobe Aymeric Mara Leniker Thomas                             |
| 3     | Tahiti        | Patrice Cotti Heve Kelley Reynald Taaroa Angelo Yersin               |

## Damen

### Einzel
| Platz | Land            | Spielerin           |
| ----- | --------------- | ------------------- |
| 1     | Papua-Neuguinea | Abigail Tere-Apisah |
| 2     | Neukaledonien   | Yaëlle Honakoko     |
| 3     | Neukaledonien   | Anaève Pain         |

### Doppel
| Platz | Land            | Spielerin                              |
| ----- | --------------- | -------------------------------------- |
| 1     | Papua-Neuguinea | Abigail Tere-Apisah Marcia Tere-Apisah |
| 2     | Papua-Neuguinea | Patricia Apisah Violet Apisah          |
| 3     | Tahiti          | Estelle Tehau Mayka Tehani Zima        |

### Mannschaft
| Platz | Land            | Spielerin                                                              |
| ----- | --------------- | ---------------------------------------------------------------------- |
| 1     | Papua-Neuguinea | Abigail Tere-Apisah Violet Apisah Patricia Apisah Marcia Tere-Apisah   |
| 2     | Neukaledonien   | Yaëlle Honakoko Lysiane Moto Lindsey Nekiriai Anaève Pain              |
| 3     | Tahiti          | Naia Guitton Ravahere Marie-Emil Rauzy Estelle Tehau Mayka Tehani Zima |

## Mixed
| Platz | Land            | Spieler/in                       |
| ----- | --------------- | -------------------------------- |
| 1     | Papua-Neuguinea | Abigail Tere-Apisah Mark Gibbons |
| 2     | Papua-Neuguinea | Violet Apisah Matthew Stubbings  |
| 3     | Neukaledonien   | Yaëlle Honakoko Guillaume Monot  |

## Medaillenspiegel
| Platz  | Land            | Gold | Silber | Bronze | Gesamt |
| ------ | --------------- | ---- | ------ | ------ | ------ |
| 1      | Papua-Neuguinea | 4    | 2      | —      | 6      |
| 2      | Neukaledonien   | 3    | 3      | 2      | 8      |
| 3      | Vanuatu         | —    | 2      | 1      | 3      |
| 4      | Tahiti          | —    | —      | 3      | 3      |
| 5      | Fidschi         | —    | —      | 1      | 1      |
| Gesamt | Gesamt          | 7    | 7      | 7      | 21     |